# Pinheyschna yemenensis
Pinheyschna yemenensis is een echte libel uit de familie van de glazenmakers (Aeshnidae).
De soort staat op de Rode Lijst van de IUCN als kwetsbaar, beoordelingsjaar 2006.
De wetenschappelijke naam van de soort werd in 1985 als Aeshna yemenensis gepubliceerd door Waterston.